# Switch Island
 (décembre 2021).
Si vous disposez d'ouvrages ou d'articles de référence ou si vous connaissez des sites web de qualité traitant du thème abordé ici, merci de compléter l'article en donnant les références utiles à sa vérifiabilité et en les liant à la section « Notes et références ».

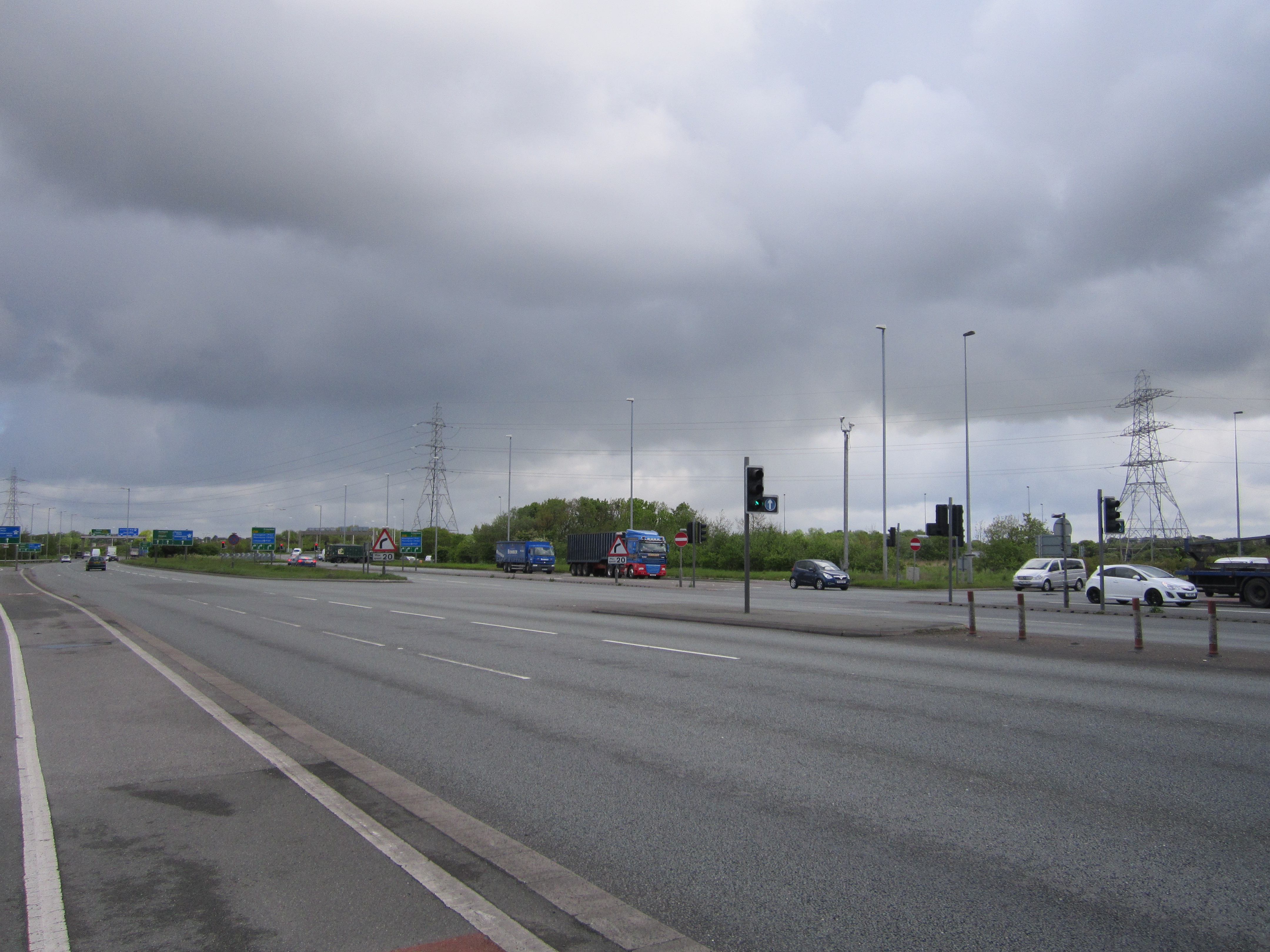
Switch Island en 2012.

Switch Island est le nom d'un carrefour routier au sud de Maghull et à proximité d'Aintree dans le Merseyside, Grande-Bretagne, à la limite des zones urbaine et rurale de Liverpool. 
Le carrefour se situe aux terminus ouest des autoroutes M57 et M58, qui donnent sur la route nationale A59 d'axe nord-sud partant de Liverpool. Ce croisement aussi le terminus de la A5036, une route desservant le port de Liverpool.

## Histoire
Les plans originels des deux autoroutes M57 et M58 prévoyaient qu'elles se rejoignent à ce carrefour et continuent vers l'ouest, pendant que la A59 passe sans interruption sous (ou sur) le carrefour, avec des bretelles d'accès et de sortie.  
Ces projets n'ont jamais été achevés et au lieu de cela, toutes les quatre routes se rejoignent au même niveau sur l'unique rond-point. La situation est rendue plus complexe car le rond-point est coupé en deux par la chaussée à quatre voies au même niveau. Pour compliquer les choses, la voie directe de la chaussée n'est pas la A59 sud à la A59 nord mais la A5036 sud menant à la A59 nord. Ceci a comme conséquence que les deux autoroutes et la route du port alimentent la voie directe A59 par un rond point inachevé. 
Le carrefour voit passer 80 000 véhicules par jour, et ses aménagements sont une priorité pour la Highways Agency (l'agence des autoroutes anglaises).
En septembre 2005, des travaux d'aménagement du carrefour ont commencé, ordonnés par la Highways Agency. La durée prévue des travaux est de 7 mois, durant lesquels de longs ralentissements de circulation sont attendus. Le but est de garantir que le carrefour puisse supporter l'augmentation du trafic routier prévue pour les prochaines décennies.

## Source
- (en) Cet article est partiellement ou en totalité issu de l’article de Wikipédia en anglais intitulé « Switch Island » (voir la liste des auteurs).